# Oliver, Stoned.
Oliver, Stoned. è un film del 2014 diretto da Tom Morris.

## Trama
Olive Stoned è un ventenne che lavora nell'autolavaggio del padre, assieme alla sua compagna che pensa di essere giovane e procace. Il giovane Oliver trascorre però gran parte della sua giornata a fumare erba. Un giorno gli affidano una macchina di una cliente che però gli viene rubata; subito si mette alla ricerca del ladro assieme a Megan, una ragazza a cui ha appena distrutto lo scooter.